# يوم التركية

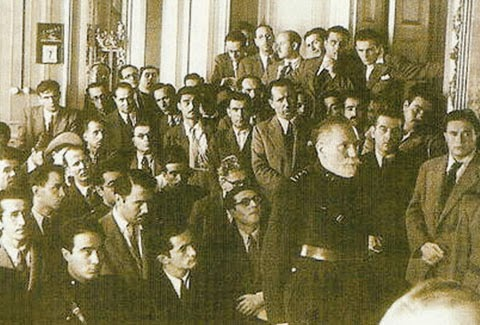
المتهمون في محاكمات العنصرية - الطورانية.

يوم التركية يتم الاحتفال به في 3 مايو منذ عام 1945 في ذكرى المسيرات للدفاع عن حسين نيهال أتسز، الذي حوكم بتهمة التشهير من قبل صباح الدين علي الذي وصفه أتسيز بالجاسوس السوفيتي في مقال كتبه. في الجلسة الثانية في محاكمته ضد علي رحب أنصار أتسيز بوصوله إلى محطة قطار أنقرة، حيث أحرقوا كتب علي وناظم حكمت. شارك في المظاهرة العنصريون والطورانيون الذين هتفوا بشعارات مناهضة للشيوعيين. أثناء المحاكمة تجمعوا في قاعة المحكمة وكذلك أمام المحكمة. ثم ساروا في وقت لاحق إلى ساحة أولوس حيث اشتبكوا في النهاية مع الشرطة. بعد المسيرة تم اعتقال العديد من المشاركين وكان بعضهم متهمًا في محاكمة العنصرية الطورانية. اجتمع ريها أوغوز ترككان وأتسيز وألبارسلان تركيش ونجدت سانكار وآخرين ممن سُجنوا في سجن توفان العسكري في 3 مايو 1945 لتذكر المسيرات المؤيدة لأتسيز. كانت هذه بداية الاحتفال «بيوم الترك»، يتم الاحتفال بيوم التركية من قبل «الموقد التركي» وحزب الحركة القومية تحت اسم يوم القوميين والحزب الصالح (أيي) وكذلك بعض السياسيين من حزب العدالة والتنمية والمنظمات القومية التركية الأخرى. في عام 1967 نشر اتحاد القوميين الأتراك كتابًا في ذكرى يوم التركية.